# Isalavanu
Isalavanu ist ein Verwaltungsbezirk (englisch Ward) des Distrikts Mafinga (TC) in der tansanischen Region Iringa.

## Geografie
Isalavanu liegt im südlichen Hochland von Tansania im Norden der Distrikthauptstadt Mafinga. Der Bezirk grenzt im Norden an Lumuli, im Nordosten an Ifunda, im Osten an Rungemba, Kinyanambo und Boma, im Südosten an Changarawe, im Süden an Sao Hill und im Westen an Igombavu und Wasa. Bei der Volkszählung 2022 lebten 8402 Menschen in 2204 Haushalten auf einer Fläche von 170 Quadratkilometern.

## Gliederung
Der Bezirk besteht aus vier Gemeinden (swahili Mtaa) mit 16 Orten (Kitongoji):
| Isalavanu - Lupao - Kibao - Nyaluwosa - Mamba - Kidegemanga | Ugute - Mlevelwa - Kihesa - Ugute | Kikombo - Ifingo - Kikombo - Utolela - Ikeretu | Maduma - Maduma - Usavila - Isalavanu - Uleling'ombe |

## Infrastruktur
- Bildung: Die Isalavanu Secondary School ist eine staatliche weiterführende Schule, die Tages- und Internatsschüler bis zur 4. Stufe ausbildet.[8]
- Gesundheit: Im Bezirk liegen drei staatliche Apotheken.[9][10][11]